# Wikipédia en tétoum
Wikipédia en tétoum (en tétoum : Wikipédia iha lia-tetun) est l'édition de Wikipédia en tétoum, langue malayo-polynésienne centrale parlée au Timor oriental dont il est la langue officielle avec le portugais et au Timor occidental en Indonésie. L'édition est lancée en mars 2006,,. Son code est : tet.
Au 21 mars 2025, l'édition en tétoum contient 1 373 articles et compte 10 526 contributeurs, dont 14 contributeurs actifs et 2 administrateurs.

## Présentation

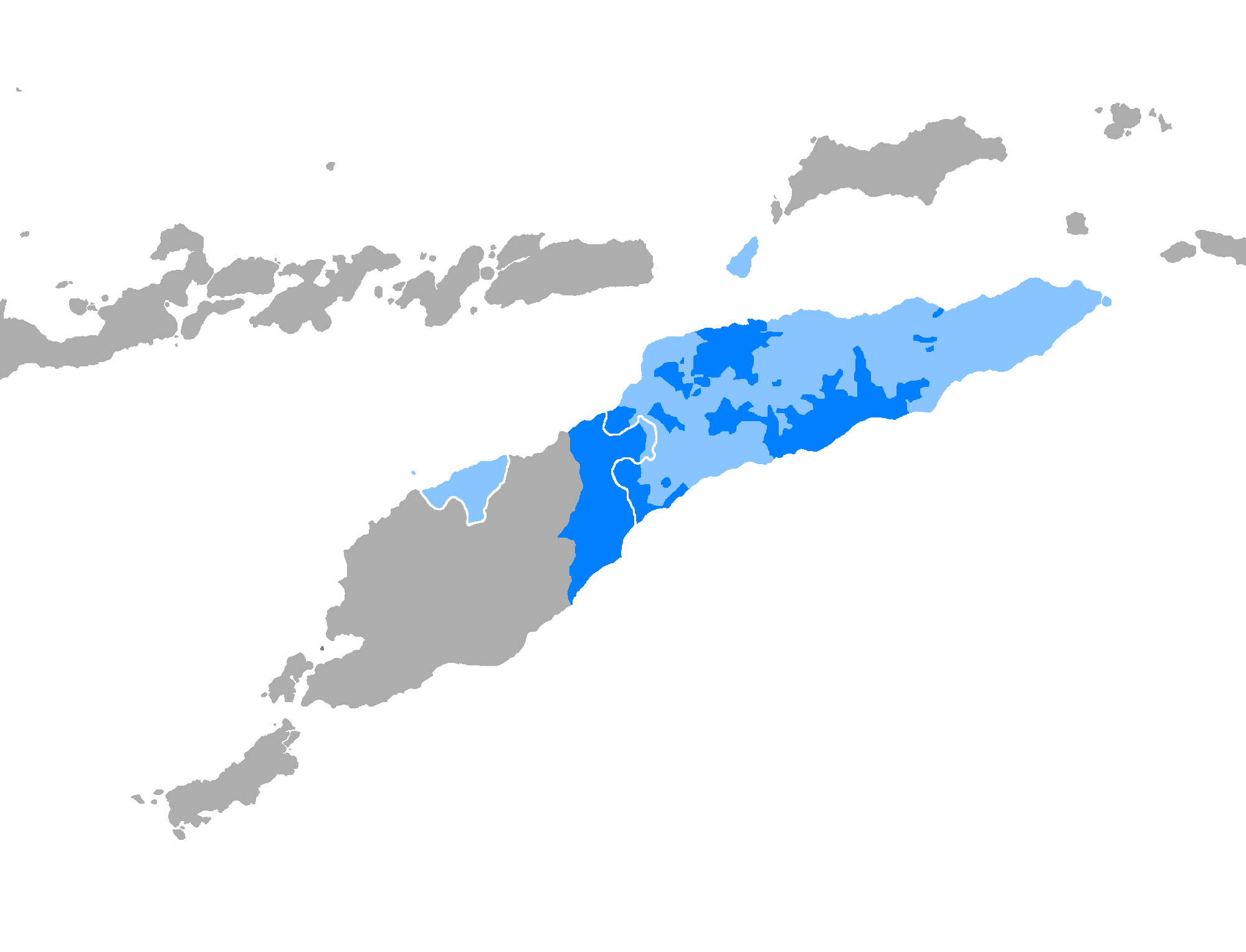
Aire de diffusion du tétoum.

## Statistiques
- Le 13 mars 2015, l'édition en tétoum compte 1 016 articles et 4 176 utilisateurs enregistrés[4], ce qui en fait la 234e[5] édition linguistique de Wikipédia par le nombre d'articles et la 249e[6] par le nombre d'utilisateurs enregistrés, parmi les 287 éditions linguistiques actives.
- Le 5 novembre 2022, elle contient 1 333 articles et compte 9 036 contributeurs, dont 19 contributeurs actifs et 2 administrateurs.
- Le 22 septembre 2024, elle contient 1 366 articles et compte 10 216 contributeurs, dont 17 contributeurs actifs et 2 administrateurs.